# Björn Koreman
Björn Koreman (Raamsdonksveer, 6 maart 1991) is een Nederlandse atleet uit Geertruidenberg. Koreman maakt deel uit van het NN Running Team. 
Hij kwam in eerste instantie uit op de baan (op de 3000, 5000 en 10.000 m), tijdens veldlopen en op de weg, waarbij afstanden gelopen werden tot en met de halve marathon. Op 13 oktober 2019 volgde het debuut op de dubbele afstand, resulterend in een tijd van 2:17.26 tijdens de marathon van Eindhoven. In 2020 zorgde hij middels een tijd van 1:02.44 in Dresden voor de beste Nederlandse seizoensprestatie op de halve marathon.

## Biografie
Björn Koreman is pas op latere leeftijd begonnen met de atletieksport na een eerdere carrière als handballer. Op 2 oktober 2011 liep hij zijn eerste hardloopwedstrijd: de 5 km tijdens de nabij zijn woonplaats gelegen Bredase Singelloop leverde een debuuttijd op van 20.33. Na een verbetering tot hoog in de 17 minuten binnen anderhalf jaar, koos hij voor de loopsport.
Koreman sloot zich aan bij een Tilburgse wedstrijdgroep, trainende onder leiding van oud-topatleet Greg van Hest wist hij onder de 15 minuten op de 5000 m, 31 minuten op de 10 km en een 1:09 op de halve marathon te lopen.
In 2016 stapte hij over naar trainer Bram Wassenaar. Onder zijn leiding verbrak Koreman nagenoeg al zijn persoonlijke beste tijden en op 13 oktober 2019 debuteerde hij op de marathon in Eindhoven in een tijd van 2:17.26.
Toen Koreman in 2020 de halve marathon in Dresden aflegde in een tijd van 1:02.45, was dit op dat moment de snelste seizoenstijd van een Nederlander en statistisch gezien zijn sterkste afstand. Deze tijd was goed voor een 21e plaats op de Nederlandse halve marathon ranglijst aller tijden. In december 2020 liep hij de olympische limiet op de marathon. Toch nam hij geen deel aan de Olympische Spelen in Tokio, omdat de startplaatsen op basis van tijd werden vergeven aan drie andere Nederlandse deelnemers.
Vervolgens kwam Koreman in 2022 tijdens de marathon van Rotterdam tot een tijd van 2:10.32, een verbetering van zijn PR uit 2020 met ruim een halve minuut. Gezien de door World Athletics berekende 'results score' kan nu deze afstand vanuit statistisch oogpunt worden beschouwd als zijn sterkste atletiekonderdeel.

## Persoonlijke records
Baan
| Afstand  | Prestatie | Datum            | Plaats         |
| -------- | --------- | ---------------- | -------------- |
| 3000 m   | 8.21,40   | 30 mei 2019      | Vught          |
| 5000 m   | 14.07,84  | 6 september 2020 | Heusden-Zolder |
| 10.000 m | 29.06,56  | 5 juni 2021      | Birmingham     |

Weg
| Afstand         | Prestatie | Datum            | Plaats    |
| --------------- | --------- | ---------------- | --------- |
| 10 km           | 28.37     | 7 maart 2021     | Berlijn   |
| 15 km           | 44.59     | 20 november 2022 | Nijmegen  |
| 10 Engelse mijl | 48.34     | 22 sep 2019      | Amsterdam |
| halve marathon  | 1:02.45   | 8 november 2020  | Dresden   |
| marathon        | 2:10.32   | 10 april 2022    | Rotterdam |

## Palmares

### 5 km
- 2025: 9e BIG5 te Nieuwegein - 14.10

### 15 km
- 2022: 24e Zevenheuvelenloop - 44.59
- 2023: 27e Zevenheuvelenloop - 46.30

### 10 EM
- 2019: 9e Dam tot Damloop - 48.34

### halve marathon
- 2019: 7e NK halve marathon in Venlo - 1:05.59
- 2024:  NK halve marathon in Breda - 1:04.01

### marathon
- 2023: 5e NK marathon te Rotterdam - 2:16.15

- World Athletics: 14656134